# Sky Dream Fukuoka

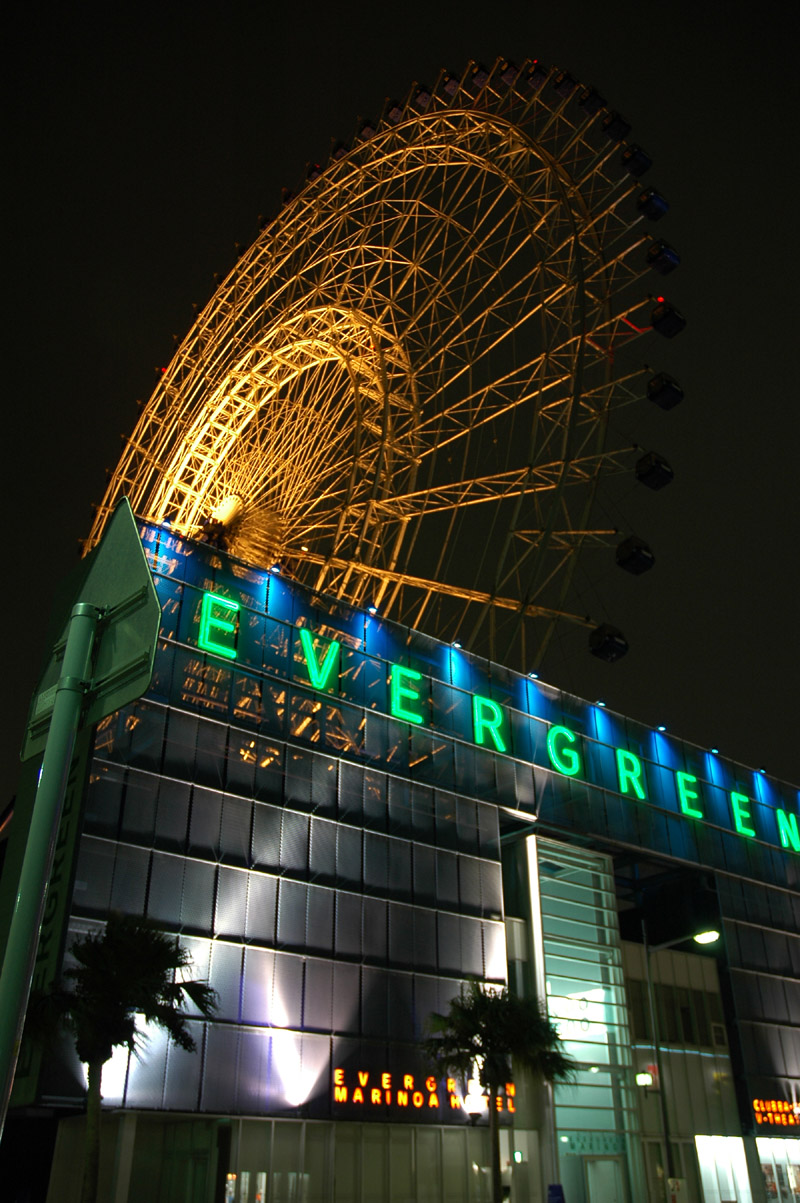
スカイドリーム福岡とエバーグリーンマリノア

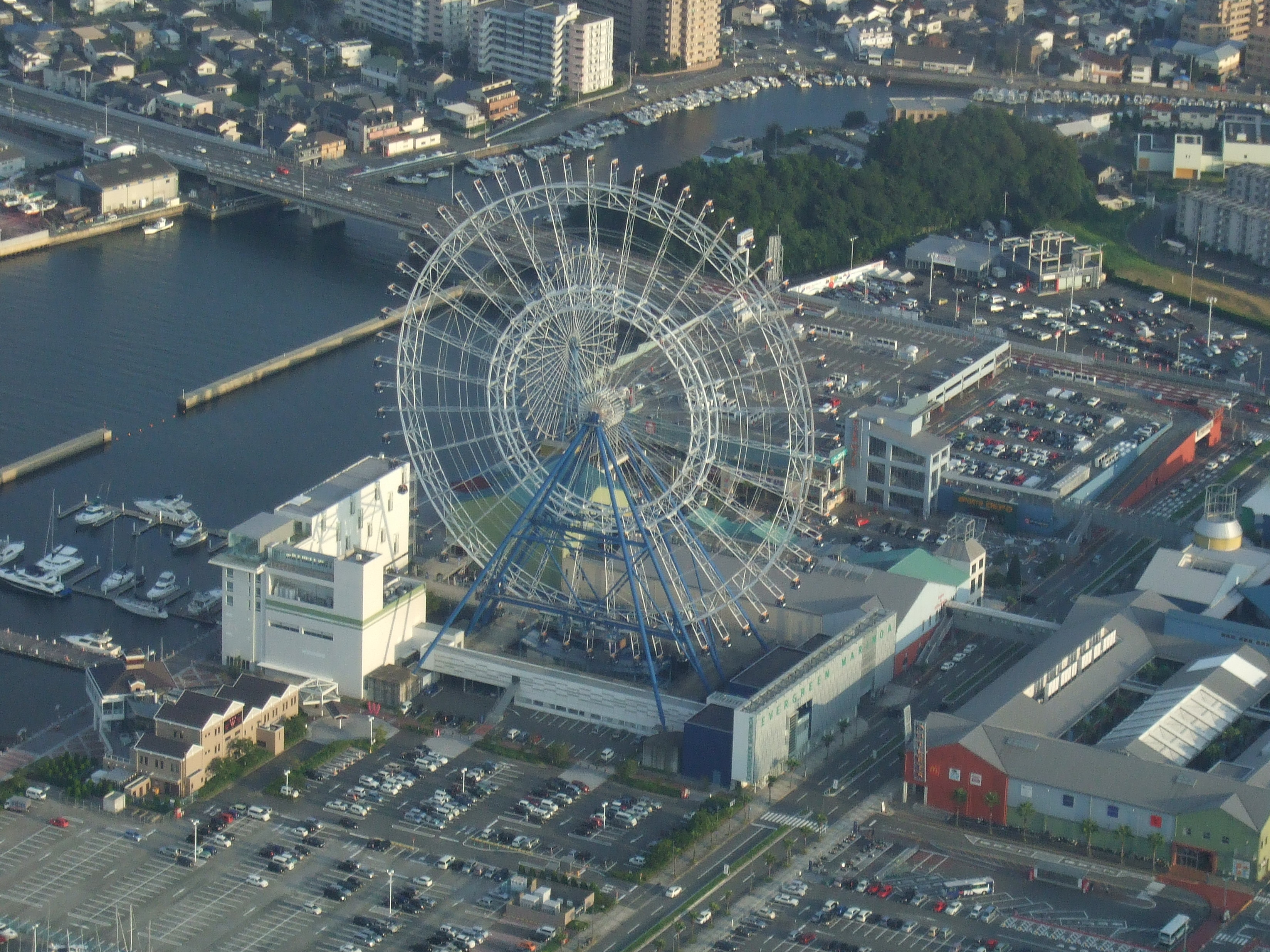
上空より、スカイドリーム福岡とその周囲。奥側の小さな観覧車がスカイホイール

Sky Dream Fukuoka（スカイドリームフクオカ）は、福岡市西区のエンターテイメント施設・エバーグリーンマリノアで営業していた観覧車である。

## 概説
アウトレットモール「マリノアシティ福岡」に隣接していたエンターテイメント施設の「エバーグリーンマリノア」で営業していた。2001年12月15日に開業。高さ120.0メートル、直径112.0メートルで、日本最大の観覧車であった。
運営会社は、台湾を拠点とし、海運・航空会社などを展開しているエバーグリーン・グループのエバーランド。
隣接するアウトレットモール「マリノアシティ福岡」にも観覧車「スカイホイール」（高58.3m、径50.0m）があるため、大小2つの観覧車が並ぶ珍しい光景で、その様子は“双子の観覧車”とも呼ばれ、福岡市のランドマークのひとつとなっていた。
利用者数が低迷したことから、2009年9月で営業を終了した。当初、2009年9月30日を営業終了日と発表していたが、9月27日の朝の点検の際にコンピューターのエラーが判明。30日までに復旧の目処が立たないため、そのまま営業終了となった。そのため、実質的な最終営業日は2009年9月26日である。
台湾・台中の麗寶樂園に売却・移築される事となったが、解体工事中の2011年7月7日に、作業を行っていた大型クレーン車2台と支柱5本が倒壊する事故が発生、クレーン車作業員1名が軽傷を負い、周囲の自動車4台が破損した。麗寶樂園への移築は2014年から開始されたが、当地では安全性への懸念が報道されていた。2017年5月からSky Deamとして営業中。

## 営業当時のデータ
20分で一周し、福岡の街並みを一望することができた。全ゴンドラにエアコンが完備されていた。また、バリアフリー設計となっており、車椅子での搭乗も可能であった。カップル限定サービスとしてゴンドラ2周貸し切りサービスを提供していた。
直径112メートルの大きさは、2008年時点では世界3位だった（1位はシンガポールにあるシンガポール・フライヤーで165メートル）。

### 料金
- 一般
  - 中学生以上：800円
  - 4歳以上 - 小学生：400円
- 団体（20名以上）
  - 中学生以上：720円
  - 4歳 - 小学生：360円
- 身体障害者割引
  - 中学生以上：600円
  - 4歳 - 小学生：200円

※4歳未満は無料

### 営業時間
- 平日 12:00 - 22:00
- 土日祝祭日 10:00 - 23:00

## 周辺施設
- マリノアシティ福岡
- 小戸ヨットハーバー